# Xenonemesia platensis
Xenonemesia platensis is een spinnensoort uit de familie Microstigmatidae. De soort komt voor in Brazilië, Uruguay en Argentinië.